# Christian Barnekow (1694–1762)
Christian Barnekow, född 6 maj 1694 på Vittskövle slott, död 10 januari 1762, var en svensk friherre, militär och ämbetsman.

## Biografi
Christian Barnekow studerade vid gymnasiet i Stralsund och från 1709 vid universitetet i Jena. Han hade olika befattningar vid Skånska kavalleriregementet, från 1741 som överstelöjtnant. Barnekow utsågs till vice landshövding i Kristianstads län 1744 och ordinarie 3 1745. Han blev generalmajor och överkommendant i Kristianstad 1748. Han lämnade landshövdingebefattningen 1761. Barnekow utsågs till riddare av Svärdsorden 1748 och till kommendör i samma orden 1750. Han blev friherre sistnämnda år.
Christian Barnekow var son till Kjell Christoffer Barnekow och Margareta von Ascheberg. Han var gift med Eva Charlotta Juliana Viktoria Stenbock (1710-1785) och hade med henne tolv barn. Bland dem märks Kjell Christoffer Barnekow.